# Georg Altheim

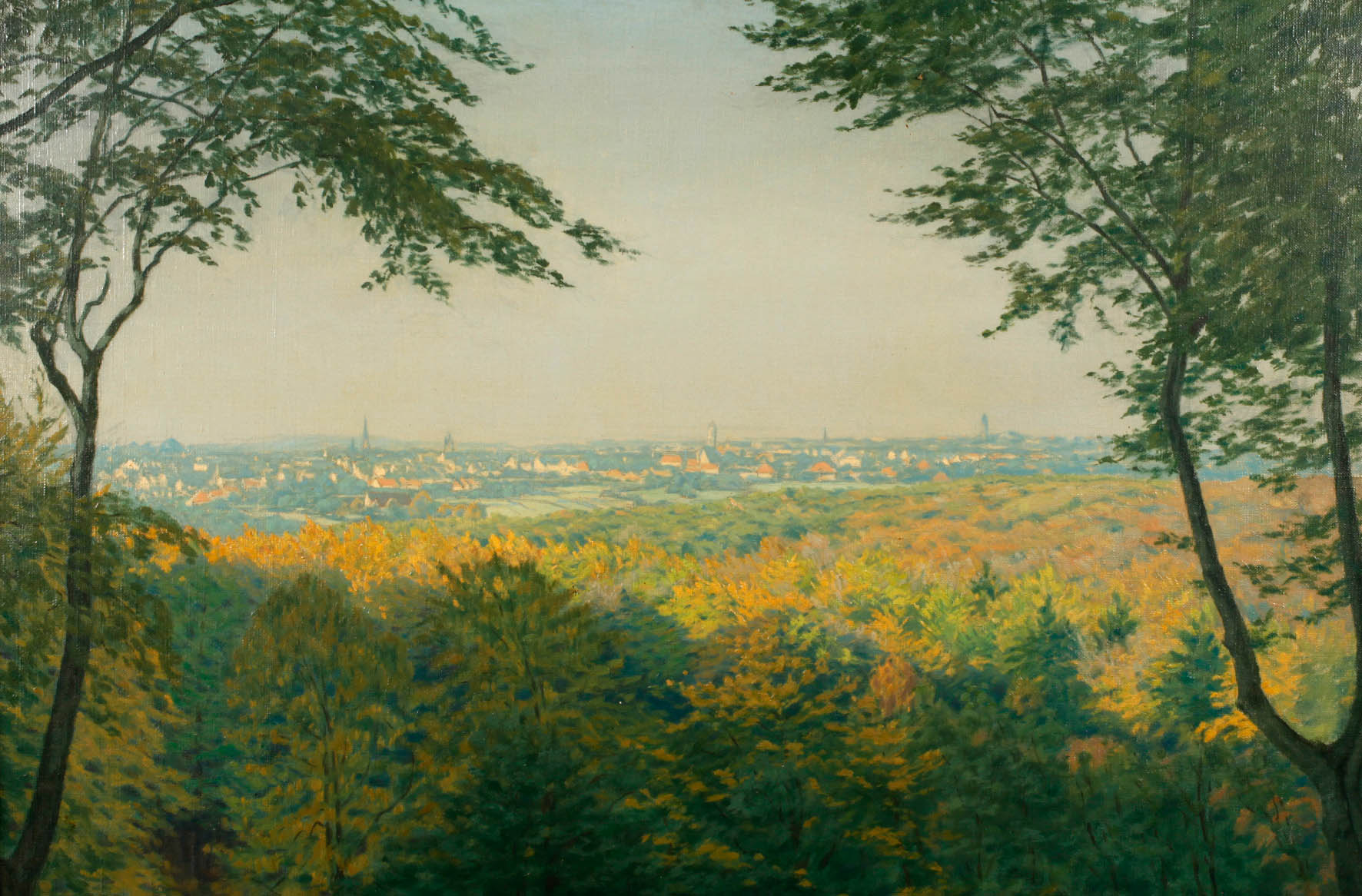
Georg Altheim: Ansicht von Darmstadt. Öl auf Leinwand, signiert „Gg. Altheim“ und datiert (19)„24“, rückseitig handschriftlich bezeichnet Darmstadt von der Friedrichshöhe?, Herbst, 54,5 × 78 cm

Georg Altheim (* 10. März 1865 in Groß-Gerau; † 19. Juli 1928 in Darmstadt) war ein deutscher Maler und Grafiker.

## Leben und Werk
Georg Altheim war der ältere Bruder des Malers Wilhelm Altheim (1871–1914). Zunächst im Hauptberuf Staatsbeamter, bildete er sich nebenbei autodidaktisch zum Künstler und intensivierte dieses Studium ab 1895 unter Anleitung seines jüngeren Bruders Wilhelm und verschiedener Darmstädter Künstler. Gegen Ende des 19. Jahrhunderts trat er dann mit eigenen Werken hervor. Im Jahr 1900 wurde er Mitglied der „Freien Vereinigung Darmstädter Künstler“, mit der er jährlich ausstellte, ab dem Jahr 1904 gehörte er auch dem „Verband der Kunstfreunde in den Ländern am Rhein“ an. Auch war er Mitglied im Deutschen Künstlerbund.
Seine ca. 200 Ölbilder, mit spitzem Pinsel in dünnem Farbauftrag gemalt, sind naturnahe, weiträumige, meist helle Landschaften, vor allem aus der Rheinebene in der Umgebung Darmstadts, die er zu allen Jahreszeiten und auch in Nachtbildern darstellte.
Daneben schuf Altheim auch Bilder aus Oberhessen, aus dem Odenwald, dem Schwarzwald, vom Rhein und von der See.
Seine lichten und luftigen Bilder machten ihn auch überregional bekannt.
Gleiche Motive haben auch die Holzschnitte (über 60, davon 2 farbig, nur 2 mit Personenstaffage) und die feintonigen Farbzeichnungen.
Unter den Kohle- und Rötelzeichnungen befinden sich auch figürliche Darstellungen und Porträts.

## Ausstellungen (Auswahl)
- Auf der Großen Berliner Kunstausstellung im Jahre 1906 wurden seine Gemälde Arheilgen und Herbst ausgestellt.
- Deutsche Kunstausstellung/Darmstadt, Mathildenhöhe, 1908.
- Südwestdeutsche Kunstausstellung, Baden, Hessen, Württemberg, 1924.
- Neue Kunst Berlin, Darmstadt, München, 1927.
- 200 Jahre Darmstädter Kunst, 1930.
- Kunst aus dem Besitz der Stadt Darmstadt, 1981.

## Werke in Museen
- Darmstadt, Hessisches Landesmuseum: Herbstnacht in den Rheinniederungen, 1908 (verschollen); Ackerfelder im Frühling, 1909.
- Gießen, Oberhessisches Museum und Gail’sche Sammlung: Oberhessische Landschaft, 1905/12.
- Koblenz, Mittelrheinisches Museum: Sommerwiese.
- Mainz, Mittelrheinisches Landesmuseum: Sommerlandschaft, 1908.
- Jagdschloss Wolfsgarten, Privat-Besitz: Wolfsgarten (3 Gemälde), 1912.
- Institut Mathildenhöhe: Mai, 1916.

## Nachlass
Eine lückenlose Folge der Holzschnitte, Vorzeichnungen, mehrere Gemälde und sechs Druckstöcke befinden sich im Nachlass.